# EP u softbolu 1993.
1. EP u softbolu se održalo u Češkoj, u Pragu, od 14. do 18. srpnja 1993.

## Konačna ljestvica
| Mj. | Država     |
| --- | ---------- |
| 1.  | Nizozemska |
| 2.  | Danska     |
| 3.  | Češka      |
| 4.  | Slovačka   |
| 5.  | Poljska    |